# حفل توزيع جوائز الإيمي برايم تايم الخامس والستون
حفل توزيع جوائز الإيمي برايم تايم الخامس والستون وهي تكريم أفضل البرامج التلفزيونية الأمريكية من 1 يونيو 2012 حتى 31 مايو 2013، في يوم 22 سبتمبر 2013 في مسرح نوكيا في وسط مدينة لوس أنجلوس، كاليفورنيا. شبكة سي بي إس (CBS) متلفزة الحفل داخل الولايات المتحدة ودبي وان (Dubai One) وشبكة أوربت شوتايم (OSN) وإم بي سي 4 (MBC4) وستار وورلد (Star World) في الشرق الأوسط وشمال أفريقيا. استضاف الممثل نيل باتريك هاريس الحفل للمرة الثانية.
فاز اختلال ضال بأفضل مسلسل درامي على النصف الأول من موسمه الخامس، في حين فاز العائلة الحديثة بأفضل مسلسل كوميدي للمرة الرابعة على التوالي.
حطمت نتفليكس رقمًا قياسيًا في الفوز بالأكثر ترشيحًا لجوائز الإيمي برايم تايم لبرنامج على الإنترنت. ثلاثة من مسلسلاتها للويب وهم عائلة بلوث وبستان الشوكران وبيت من ورق قد حصدت 14 ترشيحًا. حطمت نتفليكس رقمًا آخر بالفوز بثلاث جوائز منها فوز ديفيد فينشر بجائزة الإيمي برايم تايم لأفضل إخراج لمسلسل درامي لإخراجه الحلقة التجريبية «الفصل الأول» لمسلسل بيت من ورق، وكذلك جائزتان إيمي للفنون الإبداعية، مما يجعل «الفصل الأول» أول حلقة ويب تفوز بجائزة الإيمي برايم تايم.

## الجوائز والترشيحات

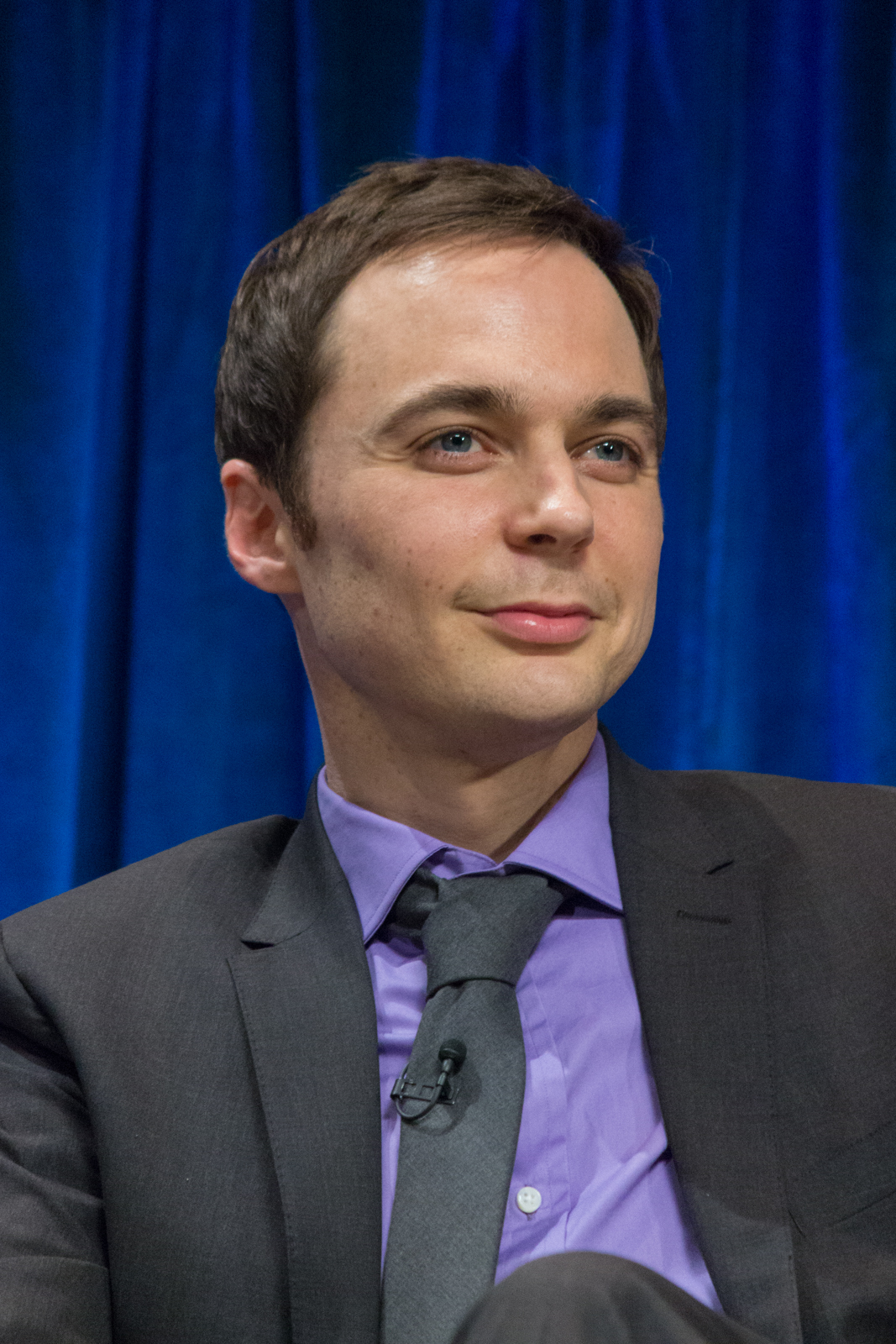
جيم بارسنز، أفضل ممثل في مسلسل كوميدي

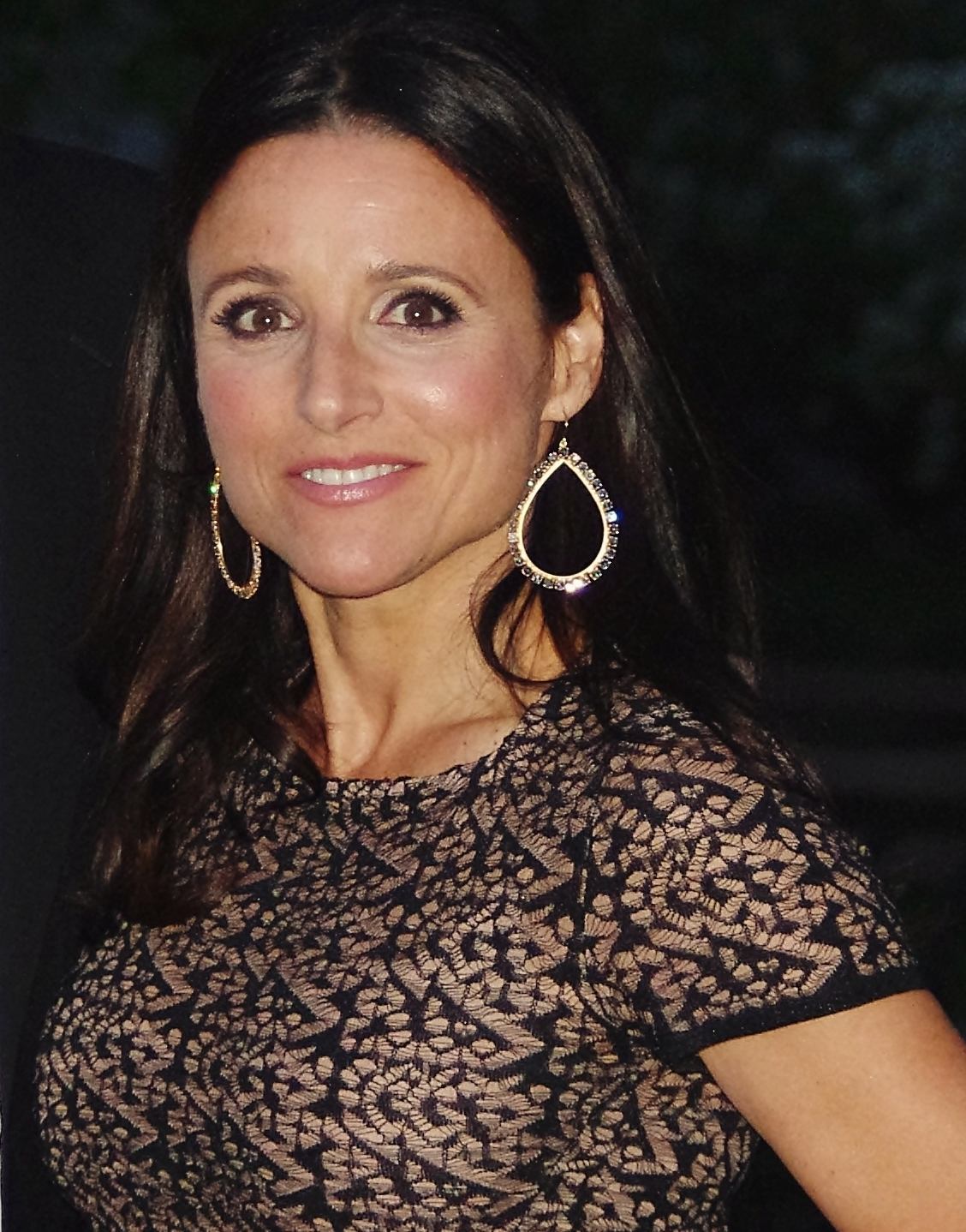
جوليا لوي دريفوس، أفضل ممثلة في مسلسل كوميدي

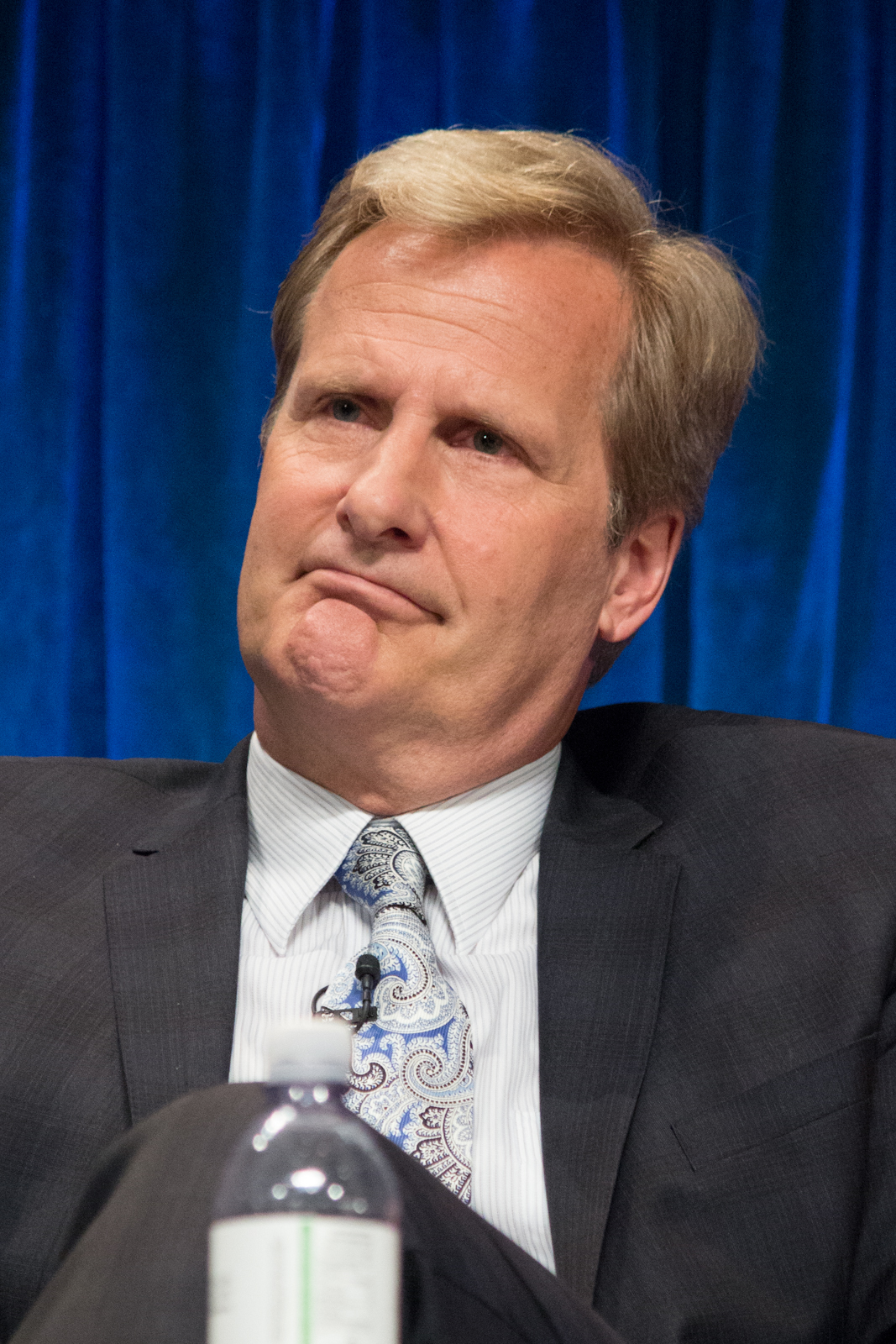
جيف دانييلز، أفضل ممثل في مسلسل درامي

كلير دينس، أفضل ممثلة في مسلسل درامي

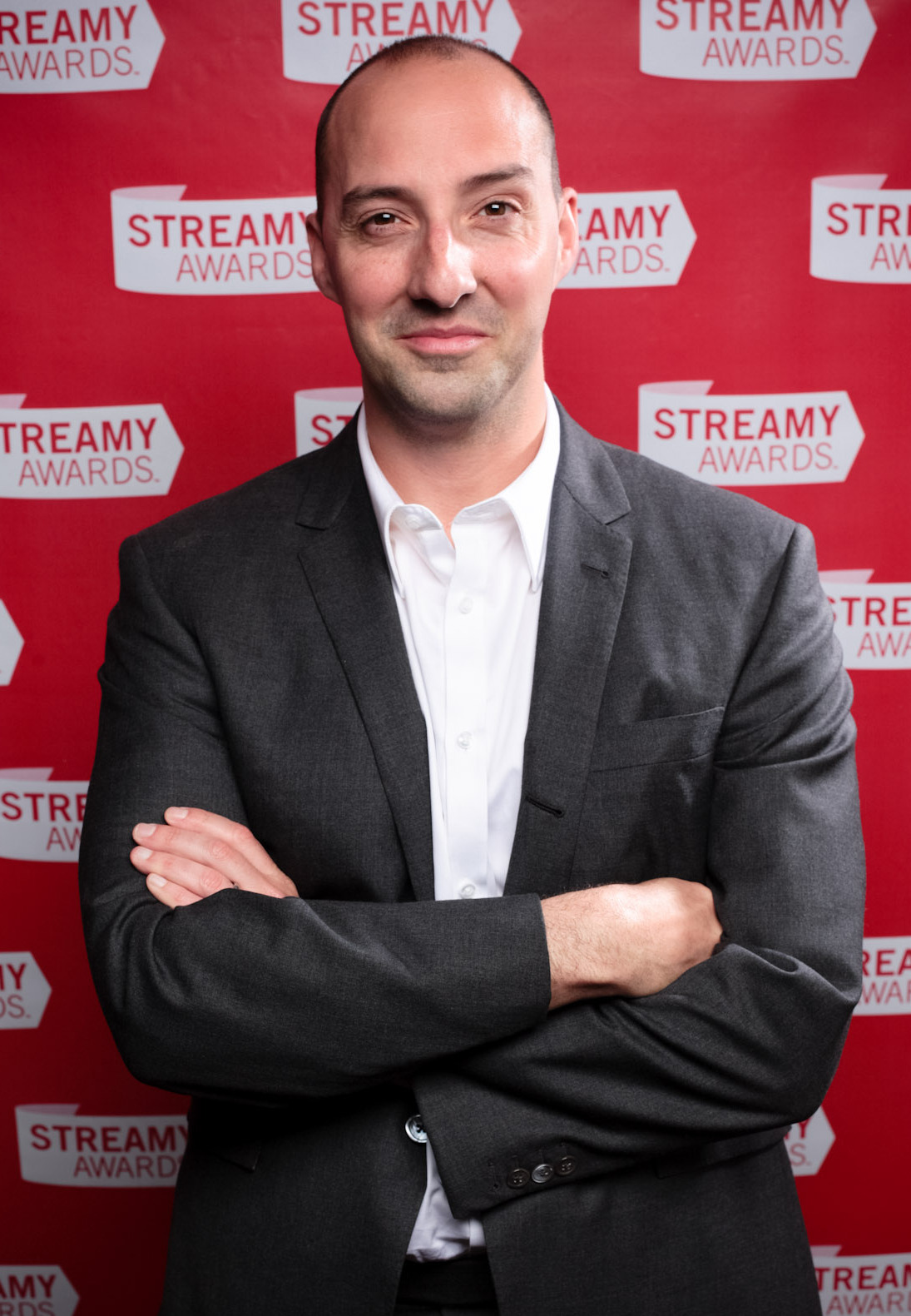
توني هايل، أفضل ممثل مساعد في مسلسل كوميدي

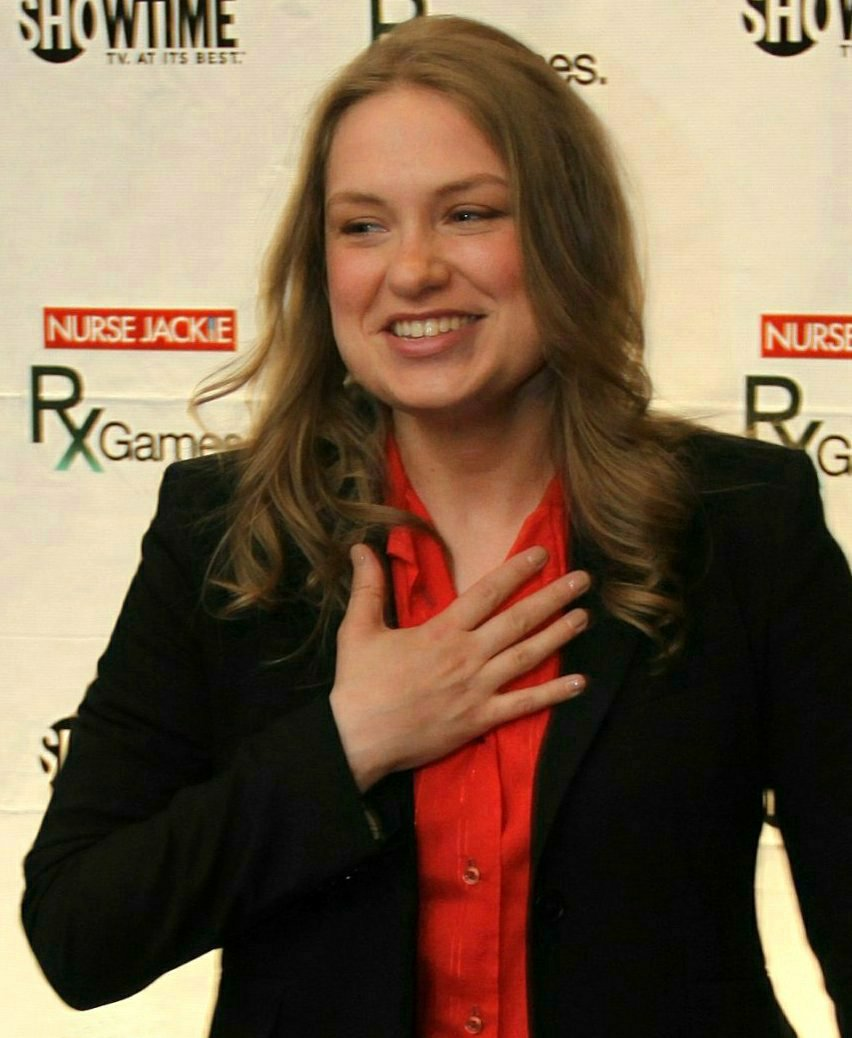
ميريت ويفر، أفضل ممثلة مساعدة في مسلسل كوميدي

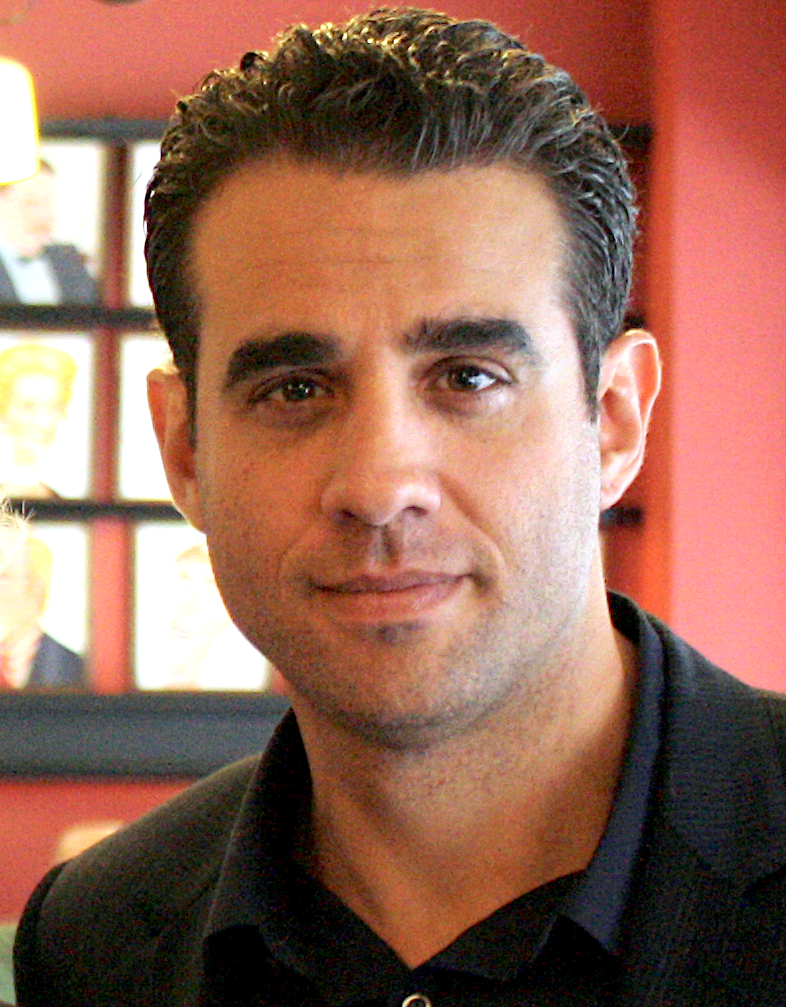
بوبي كانفال، أفضل ممثل مساعد في مسلسل درامي

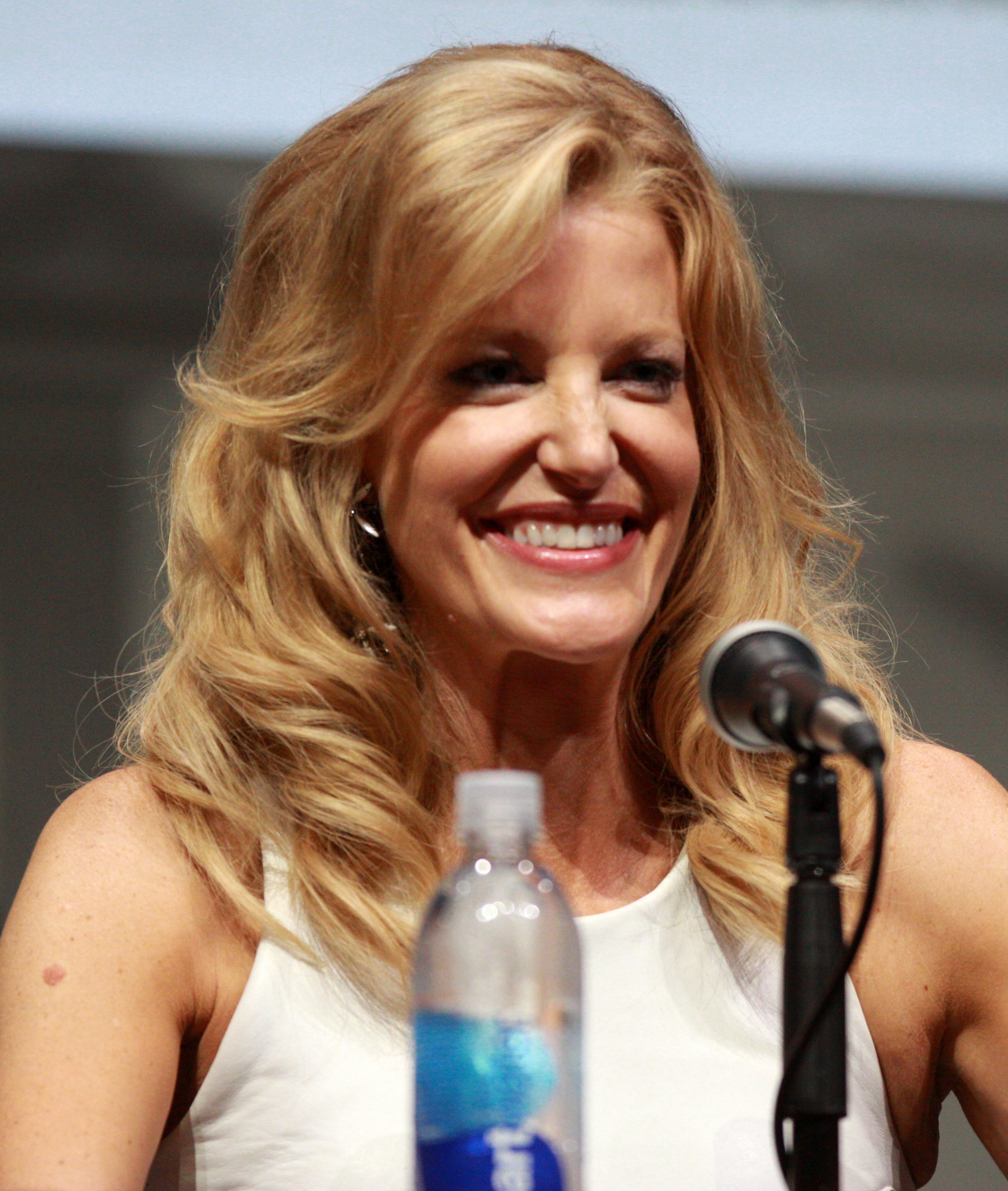
آنا غان، أفضل ممثلة مساعدة في مسلسل درامي

### البرامج
| أفضل مسلسل كوميدي | أفضل مسلسل درامي |
| --- | --- |
| - العائلة الحديثة (إيه بي سي) - 30 روك (إن بي سي) - نظرية الانفجار العظيم (سي بي إس) - فتيات (إتش بي أو) - لوي (إف إكس) - نائبة الرئيس (إتش بي أو)                                              | - اختلال ضال (إيه إم سي) - داونتون آبي (بي بي إس) - صراع العروش (إتش بي أو) - أرض الوطن (شوتايم) - بيت من ورق (نتفليكس) - ماد من (إيه إم سي)                                        |
| أفضل مسلسل متنوع | أفضل مسلسل مصغر أو فيلم |
| - تقرير كولبرت (كوميدي سنترال) - ذا دايلي شو (كوميدي سنترال) - جيمي كيميل لايف! (إيه بي سي) - السهرة مع جيمي فالون (إن بي سي) - ريل تايم مع بيل ماهر (إتش بي أو) - ساترداي نايت لايف (إن بي سي) | - خلف الأضواء (إتش بي أو) - قصة رعب أمريكية: اللجوء السياسي (إف إكس) - الكتاب المقدس (التاريخ) - فيل سبيكتور (إتش بي أو) - حيوانات سياسية (يو إس إيه) - أعلى البحيرة (سندانس تي في) |
| أفضل برنامج تنافسي واقعي | |
| - ذا فويس (إن بي سي) - السباق المدهش (سي بي إس) - الرقص مع النجوم (إيه بي سي) - بروجيكت رانواي (لايف تايم) - سو يو ثينك يو كان دانس (فوكس) - توب شيف (برافو)                                    | |

### التمثيل

#### أداءات بطولية
| أفضل ممثل في مسلسل كوميدي | أفضل ممثلة في مسلسل كوميدي |
| --- | --- |
| - جيم بارسنز في دور د. شيلدون كوبر في نظرية الانفجار العظيم (حلقة:"تكوين الإسكان") (سي بي إس) - أليك بالدوين في دور جاك دوناغي في 30 روك (حلقة:"سند أبله في عالم منهك") (إن بي سي) - جيسون بيتمان في دور مايكل بلوث في عائلة بلوث (حلقة: "طيران العنقاء") (نتفليكس) - لويس سي.كي. في دور لوي في لوي (حلقة: "صديقة أبي، الجزء 1") (إف إكس) - دون شيدل في دور مارتي كان في منزل الأكاذيب (حلقة: "استحواذ") (شوتايم) - مات لوبلان بصفته في حلقات (الحلقة الثانية) (شوتايم)             | - جوليا لوي دريفوس في دور نائبة الرئيس سيلينا ماير في نائبة الرئيس (حلقة: "الجري") (إتش بي أو) - لورا ديرن في دور إيمي جليكو في مثقف (حلقة: "كل ما أردته") (إتش بي أو) - لينا دونهام في دور هانا هورفاث في فتيات (حلقة: "صديق سوء") (إتش بي أو) - إدي فالكو في دور جاكي بيتن في الممرضة جاكي (حلقة: "حظ السحب") (شوتايم) - تينا فاي في دور ليز ليمون في 30 روك (حلقتان: "هوغكوك!"، "الغداء الأخير") (إن بي سي) - آيمي بولر في دور ليزلي نوب في الحدائق والمنتزهات (حلقتان: "رد طارئ"، "ليزلي وبن") (إن بي سي)                                                                           |
| أفضل ممثل في مسلسل درامي | أفضل ممثلة في مسلسل درامي |
| - جيف دانييلز في دور ويل ماكافوي في غرفة الأخبار (حلقة: "نحن فقط قررنا أن") (إتش بي أو) - هيو بونفيل في دور روبرت إيرل غرانثام في داونتون آبي (الحلقة الخامسة) (بي بي إس) - براين كرانستون في دور والتر وايت في اختلال ضال (حلقة: "قل اسمي") (إيه إم سي) - جون هام في دون درابر في ماد من (حلقة: "في رعاية") (إيه إم سي) - داميان لويس في دور نيكولاس برودي في أرض الوطن (حلقة: "سؤال وجواب") (شوتايم) - كيفين سبيسي في فرانك أندروود في بيت من ورق (حلقة: "الفصل الأول") (نتفليكس) | - كلير دينس في دور كاري ماثيسن في أرض الوطن (حلقة: "سؤال وجواب") (شوتايم) - كوني بريتون في دور رينا جيميز في ناشفيل (حلقة: "المقدمة") (إيه بي سي) - ميشيل دوكري في دور السيدة ماري كراولي في داونتون آبي (الحلقة الأولى) (بي بي إس) - فيرا فارميغا في دور نورما لويس بيتس في نزل بيتس (حلقة: "أولاً تحلم ثم تموت") (إيه إي) - إليزابيث موس في دور بيغي أولسون في ماد من (حلقة: "النصف الأفضل") (إيه إم سي) - كيري واشنطن في دور أوليفيا بوب في فضيحة (حلقة: "عيد ميلاد سعيد يا سيدي الرئيس") (إيه بي سي) - روبين رايت في دور كلير أندروود في بيت من ورق (حلقة: "الفصل العاشر") (نتفليكس) |
| أفضل ممثل في مسلسل مصغر أو فيلم | أفضل ممثلة في مسلسل مصغر أو فيلم |
| - مايكل دوغلاس في دور ليبيراتشي في خلف الأضواء (إتش بي أو) - بيندكت كامبرباتش في دور كريستوفر تييتجينز في نهاية الموكب (إتش بي أو) - مات ديمون في دور سكوت ثورسن في خلف الأضواء (إتش بي أو) - توبي جونز في دور ألفريد هتشكوك في الفتاة (إتش بي أو) - آل باتشينو في دور فيل سبيكتور في فيل سبيكتور (إتش بي أو) | - لورا ليني في دور كاثي جاميسون في السي الكبير: الآخرة (شوتايم) - جيسيكا لانج في دور الأخت جودي مارتن في قصة رعب أمريكية: اللجوء السياسي (إف إكس) - هيلين ميرين في دور ليندا كيني بادن في فيل سبيكتور (إتش بي أو) - إليزابيث موس في دور روبن غريفين فيأعلى البحيرة (سندانس تي في) - سيغورني ويفر في دور إلين باريش في حيوانات سياسية (يو إس إيه) |

#### أدوار مساعدة
| أفضل ممثل مساعد في مسلسل كوميدي | أفضل ممثلة مساعدة في مسلسل كوميدي |
| --- | --- |
| - توني هايل في دور غاري والش في نائبة الرئيس (حلقة: "الجري") (إتش بي أو) - تاي باريل في دور فيل دنفي في العائلة الحديثة (حلقة: "تاريخ غامض") (إيه بي سي) - آدم درايفر في دور آدم ساكلر في فتيات (حلقة: "إنه أسود") (إتش بي أو) - جيسي تايلر فيرغسون في دور ميتشل بريتشيت في العائلة الحديثة (حلقة: "العامل الباهر") (إيه بي سي) - بيل هادر في دور عدة شخصيات في ساترداي نايت لايف (حلقة: "المضيف: سيث ماكفارلين") (إن بي سي) - إد أونيل في دور جاي بريتشيت في العائلة الحديثة (حلقة: "تنشئة طفل") (إيه بي سي) | - ميريت ويفر في دور زوي باركو في الممرضة جاكي (حلقة: "لحظات معلمة") (شوتايم) - ميايم بياليك في دور د. إيمي فاره فاولر في نظرية الانفجار العظيم (حلقة: "هجرة أحشاء السمك") (سي بي إس) - جولي بوين في دور كلير دنفي في العائلة الحديثة (حلقة: "بطلي") (إيه بي سي) - آنا كلمسكي في دور إيمي بروكهايمر في نائبة الرئيس (حلقة: "استجابة أولى") (إتش بي أو) - جيني كراكوسكي في دور جينا مروني في 30 روك (حلقتان: "هوغكوك!"، "الغداء الأخير") (إن بي سي) - جين لنتش في دور سو سيلفستر في غلي (حلقة: "ضغينة") (فوكس) - صوفيا فيرغارا في دور غلوريا دلغادو بريتشيت في العائلة الحديثة (حلقة: "ساحة بيع") (إيه بي سي) |
| أفضل ممثل مساعد في مسلسل درامي | أفضل ممثلة مساعدة في مسلسل درامي |
| - بوبي كانفال في دور غيب روسيتي في ممر الإمبراطورية (حلقة: "ثياب المرء الفضلي") (إتش بي أو) - جوناثان بانكس في دور مايك إرمانتراوت في اختلال ضال (حلقة: "قل اسمي") (إيه إم سي) - جيم كارتر في دور تشارلز كارسون في داونتون آبي (الحلقة السادسة) (بي بي إس) - بيتر دنكليج في دور تيريون لانستر في صراع العروش (حلقة: "ثاني الأبناء") (إتش بي أو) - ماندي باتنكن في دور سول برنسن في أرض الوطن (حلقة: "الاختيار") (شوتايم) - آرون بول في دور جيسي بينكمان في اختلال ضال (حلقة: "الاستحواذ") (إيه إم سي)         | - آنا غان في دور سكايلر وايت في اختلال ضال (حلقة: "واحد وخمسون") (إيه إم سي) - مورينا باكارين في دور جيسيكا برودي في أرض الوطن (حلقة: "دولة الاستقلال") (شوتايم) - كريستين بارانسكي في دور ديان لوكهارت في ذا غود وايف (حلقة: "حكم اليوم السابع") (سي بي إس) - كرستينا هندريكس في دور جوان هاريس في ماد من (حلقة: "حكاية مدينتين") (إيه إم سي) - إميليا كلارك في دور دنيرس تارجارين في صراع العروش (حلقة: "والآن حراسته انتهت") (إتش بي أو) - ماغي سميث في دور فيولت كراولي كونتيسة غرانثام في داونتون آبي (الحلقة الأولى) (بي بي إس)                                                                       |
| أفضل ممثل مساعد في مسلسل مصغر أو فيلم | أفضل ممثلة مساعدة في مسلسل مصغر أو فيلم |
| - جيمس كرومويل في دور د. آرثر أردن / هانز غروبر في قصة رعب أمريكية: اللجوء السياسي (إف إكس) - سكوت باكولا في دور بوب بلاك في خلف الأضواء (إتش بي أو) - جون بينجامين هيكي في دور شون تولكا في السي الكبير: الآخرة (شوتايم) - بيتر مولان في دور مات ميتشام في أعلى البحيرة (سندانس تي في) - زاكري كوينتو في دور د. أوليفر ثريدسن في قصة رعب أمريكية: اللجوء السياسي (إف إكس) | - إلين بورستين في دور مارغريت باريش في حيوانات سياسية (يو إس إيه) - سارة بولسون في دور لانا وينترز في قصة رعب أمريكية: اللجوء السياسي (إف إكس) - شارلوت رامبلينج في دور سالي غيلمارتن / إيفا دليكتورسكايا (عجوز) في هائج (بي بي سي وان / سندانس تي في) - إيميلدا ستونتون في دور ألما هيتشكوك في الفتاة (إتش بي أو) - ألفريه دارد في دور لويزا بودريكس في ستيل ماغنوليا (لايفتايم) |

### الإخراج
| أفضل إخراج لمسلسل كوميدي | أفضل إخراج لمسلسل درامي |
| --- | --- |
| - العائلة الحديثة (حلقة: "معتقل")، أخرجها غيل مانكوسو (إيه بي سي) - 30 روك (حلقتان: "هوغكوك!"، "الغداء الأخير")، أخرجها بيت مكارثي ميلر (إن بي سي) - غلي (حلقة: "النجمة")، أخرجها باريس باركلي (فوكس) - فتيات (حلقة: "المشي على أربع")، أخرجتها لينا دونهام (إتش بي أو) - لوي (حلقة: "ليلة رأس السنة")، أخرجها لويس سي.كي. (إف إكس) | - بيت من ورق (حلقة: "الفصل الأول")، أخرجها ديفيد فينشر (نتفليكس) - ممر الإمبراطورية (حلقة: "رمال ماركيت")، أخرجها تيم فان باتن (إتش بي أو) - اختلال ضال (حلقة: "التزلج في كل مكان")، أخرتها ميشيل ماكلارين (إيه إم سي) - داونتون آبي (الحلقة الرابعة)، أخرجها جيرمي ويب (بي بي إس) - أرض الوطن (حلقة: "سؤال وجواب")، أخرجتها ليسلي لينكا غلاتر |
| أفضل إخراج لمسلسل متنوع | أفضل إخراج لمسلسل مصغر أو فيلم أو حلقة درامية خاص |
| - ساترداي نايت لايف، أخرجه دون روي كينغ (إن بي سي) - تقرير كولبرت، أخرجه جيمس هوسكنسن (كوميدي سنترال) - ذا دايلي شو، أخرجه تشاك أونيل (كوميدي سنترال) - جيمي كيميل لايف!، أخرجه أندي فيشر (إيه بي سي) - العرض المتأخر مع ديفيد ليترمان، أخرجه جيري فولي (سي بي إس) - بورتلانديا، أخرجه جوناثان كرايسل (آي إف سي)                    | - خلف الأضواء، أخرجه ستيفن سودربرغ (إتش بي أو) - الفتاة، أخرجه جوليان جارولد (إتش بي أو) - فيل سبيكتور، أخرجه ديفيد ماميت (إتش بي أو) - حلقة النار، أخرجه أليسون أندرس (لايفتايم) - أعلى البحيرة (حلقة: "الجزء الخامس")، أخرجتها جين كامبيون وغارث ديفيس (سندانس تي في)                                                                        |

### الكتابة
| أفضل كتابة لمسلسل كوميدي | أفضل كتابة لمسلسل درامي |
| --- | --- |
| - 30 روك (حلقة: "الغداء الأخير")، كتبتها تينا فاي وتريسي ويغفيلد (إن بي سي) - 30 روك (حلقة: "هوغكوك!")، كتبها جاك بورديت وروبرت كارلوك (إن بي سي) - حلقات (الحلقة التاسعة)، كتبها ديفيد كرين وجيفري كلاريك (شوتايم) - لوي (حلقة: "صديقة أبي، الجزء 1")، كتبها لويس سي.كي. وباميلا أدلون (إف إكس) - المكتب (حلقة: "الخاتمة")، كتبها غريغ دانيالز (إن بي سي) | - أرض الوطن (حلقة: "سؤال وجواب")، كتبها هنري بروميل (شوتايم) - اختلال ضال (حلقة: "الشحن الميت")، كتبها جورج ماستراس (إيه إم سي) - اختلال ضال (حلقة: "قل اسمي")، كتبها توماس شنوز (إيه إم سي) - داونتون آبي (الحلقة الرابعة)، جوليان فيلوز (بي بي إس) - صراع العروش (حلقة: "أمطار كاستامير")، كتبها ديفيد بينيوف ودي. بي. وايس (إتش بي أو) |
| أفضل كتابة لمسلسل متنوع | أفضل كتابة لمسلسل مصغر أو فيلم أو حلقة درامية خاص |
| - تقرير كولبرت (كوميدي سنترال) - ذا دايلي شو (كوميدي سنترال) - جيمي كيميل لايف! (إيه بي سي) - بورتلانديا (آي إف سي) - ريل تايم مع بيل ماهر (إتش بي أو) - ساترداي نايت لايف (إن بي سي) | - الساعة، كتبه آبي مورغان (بي بي سي أمريكا) - خلف الأضواء، كتبه ريتشارد لاجرافينيز (إتش بي أو) - نهاية الموكب، كتبه توم ستوبارد (إتش بي أو) - فيل سبيكتور، كتبه ديفيد ماميت (إتش بي أو) - أعلى البحيرة، كتبته جين كامبيون وجيرارد لي (سندانس تي في)                                                                                       |

## الأكثر ترشيحًا
حسب الشبكة
- إتش بي أو — 37
- إن بي سي — 22
- شوتايم — 17
- إيه بي سي — 16
- إيه إم سي — 15
- إف إكس — 11
- سي بي إس — 10
- بي بي إس — 7
- فوكس / نتفليكس / سندانس تي في — 5
- يو إس إيه — 3

حسب البرنامج
- 30 روك (إن بي سي) — 9
- اختلال ضال (إيه إم سي) / العائلة الحديثة (إيه بي سي) / ساترداي نايت لايف (إن بي سي) — 8
- داونتون آبي (بي بي إس) / أرض الوطن (شوتايم) / ماد من (إيه إم سي) — 7
- خلف الأضواء (إتش بي أو) — 6

## الأكثر فوزًا
حسب الشبكة
- إتش بي أو — 7
- شوتايم — 4
- إيه بي سي / إن بي سي — 3
- إيه إم سي / كوميدي سنترال — 2

حسب البرنامج
- خلف الأضواء (إتش بي أو) — 3
- اختلال ضال (إيه إم سي) / تقرير كولبرت (كوميدي سنترال) / أرض الوطن (شوتايم) / العائلة الحديثة (إيه بي سي) / نائبة الرئيس (إتش بي أو) — 2

## المقدمون
مقدمو الجوائز هم:
- مالين أكرمان
- ستيفن أميل
- ويل آرنيت
- أليك بالدوين
- أندريه بروير
- كوني بريتون
- دان بوكاتينسكي
- داياهان كارول
- دون شيدل
- إميليا كلارك
- براين كرانستون
- مات ديمون
- كلير دينس
- إيميلي ديشانيل
- زوي ديشانيل
- مايكل دوغلاس
- إدي فالكو
- جيمي فالون
- آنا فاريس
- ويل فيرل
- تينا فاي
- مايكل جي فوكس
- تيم غن
- جون هام
- أليسن هانيغان
- مارك هارمون
- أليسون جاني
- ميندي كالينغ
- جيمي كيميل
- هايدي كلوم
- ميليسا ليو
- إل إل كول جي
- جين لنتش
- جوليانا مارغوليس
- مارغو مارتنديل
- ديلان ماكديرموت
- بوب نيوهارت
- جيم بارسنز
- آيمي بولر
- كاري بريستون
- روب راينر
- كوبي سمولدرز
- بلير أندروود
- صوفيا فيرغارا
- كيري واشنطن

## روابط خارجية
- حفل توزيع جوائز الإيمي برايم تايم الخامس والستون على موقع IMDb (الإنجليزية)